# اقبال شاکری
اقبال شاکری (زاده ۱۳۳۶ ملایر) سیاستمدار اصولگرا ایرانی است. او دکترای مهندسی عمران دارد و هم‌اکنون عضو هیئت علمی دانشگاه صنعتی امیرکبیر می‌باشد. وی توانست در یازدهمین انتخابات مجلس شورای اسلامی با کسب ۷۹۵ هزار و ۲۱۱ رأی، به عنوان نفر هشتم از حوزه انتخابیه تهران، ری، شمیرانات، اسلامشهر و پردیس از استان تهران انتخاب گردد.

## سوابق
- نماینده شورای شهر تهران در دوره چهارم
- رئیس حوزه عمرانی و املاک و مستغلات دانشگاه آزاد اسلامی
- دبیرکل اتحادیه انجمن اسلامی دانشجویان در اروپا
- معاون دانشجویی و فرهنگی دانشگاه صنعتی امیرکبیر[۳]

## اظهار نظرها
اقبال شاکری، عضو کمیسیون عمران مجلس شورای اسلامی در بیست و سومین نشست اقتصادی بازارنیوز گفت : در حال حاضر، مسکن بین ۵۰ تا ۷۰ درصد هزینه‌های سبد زندگی مردم را تشکیل می‌دهد. 
اگر یک نفر با حقوق خود که هیچ هزینه‌ای نکند و قیمت مسکن هم روال عادی خود را طی کند، بخواهد خانه بخرد، بین ۲۰ تا ۳۰ سال طول خواهد کشید.